# Gilbert Van Binst
Gilbert Van Binst (* 5. Juli 1951 in Machelen; † 3. Januar 2025 in Zaventem) war ein belgischer Fußballspieler und -trainer.

## Spielerkarriere

### Verein
Van Binst wurde als Jugendspieler 1966 vom RSC Anderlecht verpflichtet. Dort rückte er 1968 in die erste Mannschaft auf, wo er sich ab der Saison 1971/72 als Stammspieler etablierte. Mit Anderlecht wurde er zweimal belgischer Meister. Zudem gewann er viermal den belgischen Pokal. Die größten Erfolge auf Vereinsebene waren die beiden Siege im Europapokal der Pokalsieger 1976 und 1978. Beim 4:0-Sieg im Finale 1978 gegen Austria Wien erzielten er und Rob Rensenbrink jeweils zwei Tore. 1977 erreichte er mit Anderlecht ebenfalls das Finale dieses Wettbewerbs, das mit 0:2 gegen den Hamburger SV verloren wurde.
1980 wechselte er in die französische Division 2 zum FC Toulouse. Nachdem der Aufstieg in die Division 1 knapp verpasst wurde, kehrte Van Binst nach einer Saison nach Belgien zum FC Brügge zurück. Dort beendete Van Binst 1983 nach zwei Spielzeiten seine Karriere als Fußballprofi.

### Nationalmannschaft
Van Binst wurde ohne vorherigen Länderspieleinsatz von Trainer Raymond Goethals in den belgischen Kader für die Endrunde der Europameisterschaft 1972 im eigenen Land berufen, kam jedoch nicht zum Einsatz.
Von 1972 bis 1977 bestritt Van Binst 15 Spiele für die belgische Nationalmannschaft. Seinen einzigen Treffer erzielte er in seinem letzten Länderspiel für die Roten Teufel am 3. September 1977 im heimischen Stade Émile Versé beim belgischen 4:0-Sieg im Qualifikationsspiel zur Fußball-Weltmeisterschaft 1978 gegen Island, als er das Tor zur 1:0-Führung schoss.

## Trainerkarriere
Nach dem Ende seiner Spielerkarriere beim FC Brügge wurde er dort 1983 Assistenztrainer unter Georg Keßler. Nachdem Keßler ein Jahr später zu Olympiakos Piräus wechselte, verließ auch Van Binst den Klub und übernahm den Viertligisten Wallonia Namur. Ein Jahr später wechselte er zum westflämischen Verein KWSC Lauwe, wo er talentierte Spieler wie Lorenzo Staelens ausbildete. Nach zwei Spielzeiten beendete Van Binst sein Engagement und kehrte 1992 beim Viertligisten SK Oostnieuwkerke noch einmal auf die Trainerbank zurück.

## Erfolge
RSC Anderlecht
- Europapokal der Pokalsieger: 1976 und 1978
- UEFA Super Cup: 1976 und 1978
- Belgische Meisterschaft: 1972 und 1974
- Belgischer Fußballpokal: 1972, 1973, 1975 und 1976
- Belgischer Ligapokal: 1973 und 1974